# Pedostibes everetti
Pedostibes everetti är en groddjursart som först beskrevs av George Albert Boulenger 1896.  Pedostibes everetti ingår i släktet Pedostibes och familjen paddor. IUCN kategoriserar arten globalt som otillräckligt studerad. Inga underarter finns listade i Catalogue of Life.